# Château de Ferrals
Le château de Ferrals est un château situé à Saint-Papoul, en France.

## Localisation
Le château est situé sur la commune de Saint-Papoul, dans le département français de l'Aude.

## Historique
L'édifice est inscrit au titre des monuments historiques en 1927.
Le château de Ferrals a appartenu à Henry Dupuy-Mazuel, journaliste, écrivain, directeur de presse.